# ماركو توميتش
ماركو توميتش (بالسيريلية الصربية: Марко Томић) هو لاعب كرة قدم صربي في مركز الوسط، ولد في 28 أكتوبر 1991 في بريشتينا في كوسوفو. لعب مع رادنيتشكي نيش.

## وصلات خارجية
- ماركو توميتش على موقع الاتحاد الأوربي (الإنجليزية)
- ماركو توميتش على موقع قاعدة بيانات كرة القدم.إي يو (الإنجليزية)
- ماركو توميتش على موقع Soccerbase.com (لاعب) (الإنجليزية)
- ماركو توميتش على موقع Soccerway.com (الإنجليزية)
- ماركو توميتش على موقع عالم كرة القدم.نت (الإنجليزية)